# Nová Bystrica
Nová Bystrica este o comună slovacă, aflată în districtul Čadca din regiunea Žilina. Localitatea se află la altitudinea de 593 m deasupra n.m., se întinde pe o suprafață de 125,26 km2 și în 2017 număra 2.775 de locuitori. Se învecinează cu comuna Oravská Lesná.

## Istoric
Localitatea Nová Bystrica este atestată documentar din 1661.

## Demografie
| An:                | 1994 | 2004   | 2014   | 2024   |
| ------------------ | ---- | ------ | ------ | ------ |
| Număr de persoane: | 2928 | 2855   | 2781   | 2570   |
| Diferență:         |      | −2,49% | −2,59% | −7,58% |

| An:                | 2023 | 2024   |
| ------------------ | ---- | ------ |
| Număr de persoane: | 2563 | 2570   |
| Diferență:         |      | +0,27% |